# Tanja Berg (Badminton)
Tanja Berg (* um 1965) ist eine ehemalige dänische Badmintonspielerin.

## Karriere
Tanja Berg siegte 1986 bei den Bulgarian International im Damendoppel. In der gleichen Disziplin war sie auch bei den Irish Open 1996 erfolgreich. Im selben Jahr gewann sie die Dameneinzelkonkurrenz bei den Spanish International, den Czech International und den Slovak International, wodurch sie den gesamten EBU Circuit für sich entscheiden konnte.

## Sportliche Erfolge
| Saison    | Veranstaltung           | Disziplin   | Platz | Name                          |
| --------- | ----------------------- | ----------- | ----- | ----------------------------- |
| 1986      | Bulgarian International | Damendoppel | 1     | Susanne Pedersen / Tanja Berg |
| 1996      | Irish Open              | Damendoppel | 1     | Tanja Berg / Mette Pedersen   |
| 1996      | Spanish International   | Dameneinzel | 1     | Tanja Berg                    |
| 1996      | Slovak International    | Dameneinzel | 1     | Tanja Berg                    |
| 1996      | Czech International     | Dameneinzel | 1     | Tanja Berg                    |
| 1996/1997 | EBU Circuit             | Dameneinzel | 1     | Tanja Berg                    |